# Денсборн
Денсборн (њем. Densborn) општина је у њемачкој савезној држави Рајна-Палатинат. Једно је од 109 општинских средишта округа Вулканајфел. Према процјени из 2010. у општини је живјело 588 становника. Посједује регионалну шифру (AGS) 7233209.

## Географски и демографски подаци
Денсборн се налази у савезној држави Рајна-Палатинат у округу Вулканајфел. Општина се налази на надморској висини од 320 метара. Површина општине износи 14,4 km². У самом мјесту је, према процјени из 2010. године, живјело 588 становника. Просјечна густина становништва износи 41 становника/km².